# Rue Papin
Pour les articles homonymes, voir Rue Denis-Papin.
Ne doit pas être confondu avec Rue Papin (ancienne, Paris).
La rue Papin est une voie du 3e arrondissement de Paris, en France.

## Situation et accès
La rue Papin est située dans le nord-ouest du 3e arrondissement de Paris. Elle débute à l'est au 259, rue Saint-Martin et se termine 73 m à l'ouest au 98, boulevard de Sébastopol.
Elle n'est rejointe ou traversée par aucune autre voie. À l'ouest, de l'autre côté du boulevard de Sébastopol, la rue Papin est prolongée par la rue du Caire, dans le 2e arrondissement. À l'est, elle donne sur la façade occidentale du musée des arts et métiers.

## Origine du nom
La voie porte le nom du physicien français Denis Papin (1647-1713) ; ce nom lui est attribué à cause de sa proximité du musée des arts et métiers.

## Historique
La rue est créée en 1858 et prend sa dénomination actuelle en 1864. 

## Bâtiments remarquables et lieux de mémoire
La rue Papin n'est construite que sur son côté impair, le côté pair formant la limite sud du square Émile-Chautemps.
Le côté impair comporte 5 immeubles, numérotés 1, 3, 3 bis, 5 et 7. Le 3 bis, au centre de la rue, est l'adresse du théâtre de la Gaîté.